# Église Sainte-Marie-Draperis
Ne doit pas être confondu avec église Santa Maria d'Istanbul.
Sainte-Marie Draperis (en italien : Santa Maria Draperis, en turc : Meryem Ana Draperis Latin Katolik Kilisesi) est une église catholique d'Istanbul. Fondée en 1584, l’Église est l'une des plus anciennes paroisses catholiques de la ville. L'édifice est situé au 215 avenue İstiklal, l'ancienne Grande Rue de Pera, dans le quartier de Beyoğlu.

## Histoire
En 1453, quelques mois avant la conquête ottomane de Constantinople, les frères mineurs de l'Observance (franciscains) achèvent la construction de l'église Saint-Antoine des Cyprès (en italien : Sant'Antonio dei Cipressi) dans le quartier de Sirkeci, sur la rive sud de la Corne d'Or, qui est à l'époque le centre des marchands vénitiens de Constantinople.
Peu après la Conquête, ils sont contraints de d'abandonner le lieu. Après plusieurs pérégrinations, en 1584 ils s'installèrent à Galata, dans le quartier de Mumhane, où une Levantine, Clara Maria Draperis, les dotent d'une maison avec une petite chapelle, . L'autel de la chapelle est alors orné d'une icône en bois représentant la Vierge Marie.
La chapelle brûle complètement en 1660. L'icône est sauvée par un membre de la famille Draperis. En cas de destruction totale à la suite d'un incendie, la loi ottomane imposait la restitution des terres à l’État. Pour cette raison, afin de reconstruire l'église, les frères auraient dû d'abord demander un firman du Sultan, ce qu'il ne font pas. En 1663, l'église reconstruite est rasée sur orddre du gouvernement ottoman.
Les frères abandonnent alors le quartier et s'installèrent sur les hauteurs de Pera, au lieu-dit Dörtyol, c'est-à-dire des quatre routes. Ils y construisent en 1678 une nouvelle église, qui brûle en 1697, est reconstruite et détruite à nouveau par le fort tremblement de terre de 1727. Reconstruit, l'édifice brûle une troisième fois en 1767 et est finalement reconstruit une cinquième fois en 1769. Après chaque catastrophe, l'icône de la Vierge est miraculeusement sauvée. Elle décord encore aujourd'hui le maître-autel.
Avec l'église Saint-Antoine-de-Padoue, située à quelques mètre en amont sur l'avenue Istiklal, et l'église Saint-Pierre et Saint-Paul de Galata, l'église est l'une des trois paroisses catholiques historiques du quartier levantin d'Istanbul. Au XIXe siècle, Sainte-Marie devint l'une des églises catholiques les plus prestigieuses de la ville. En 1803, l'assemblée compte 470 Levantins, auxquels s'ajoutaient plusieurs catholiques arabes d'Alep et des catholiques arméniens.
L'église est toujours présidée par des franciscains, de l'Ordre des Frères mineurs, qui célèbrent chaque jour des messes quotidiennes en italien, et des messes en espagnol tous les dimanches,.

## Architecture et intérieur

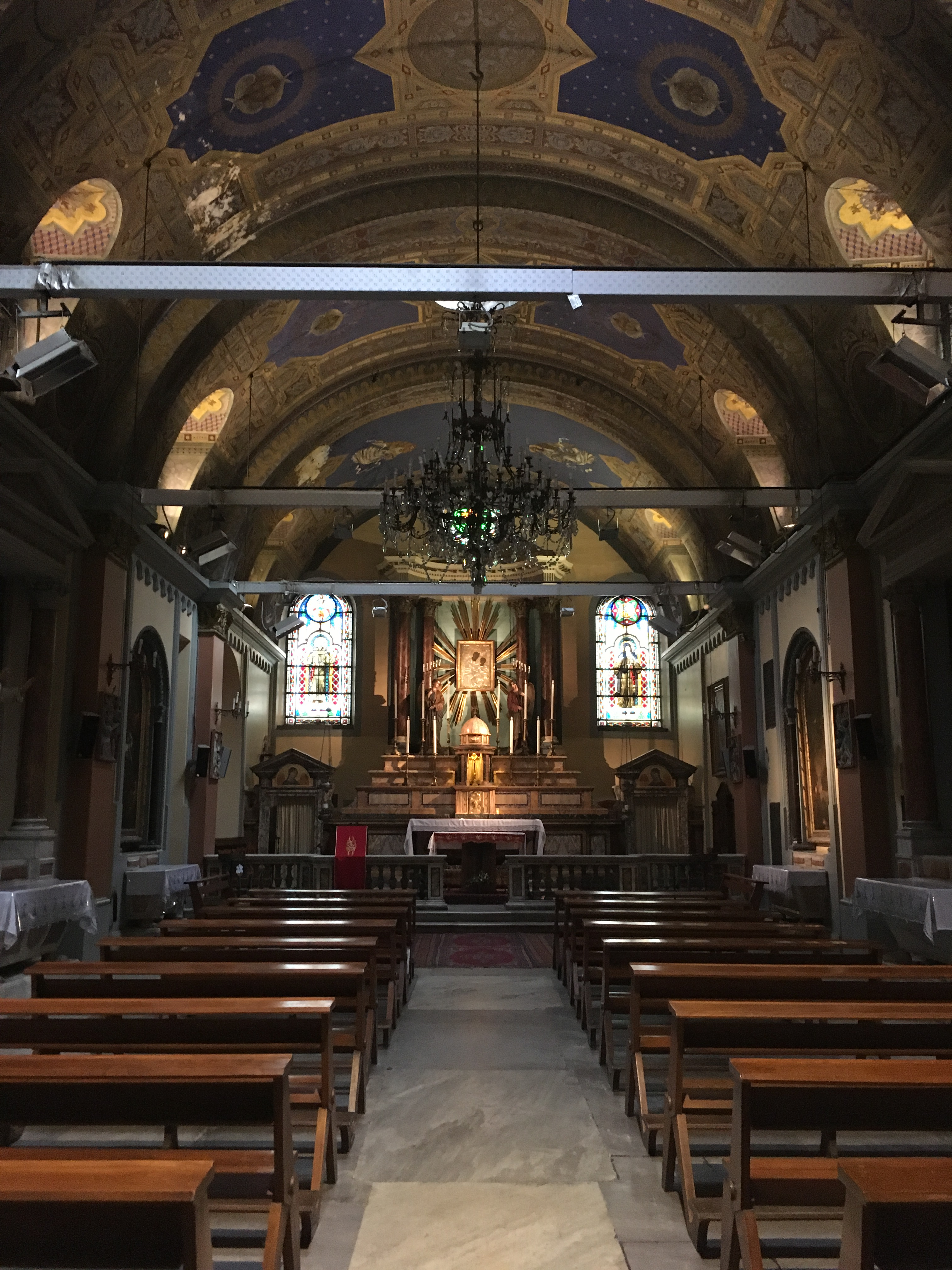
Vue de la nef.

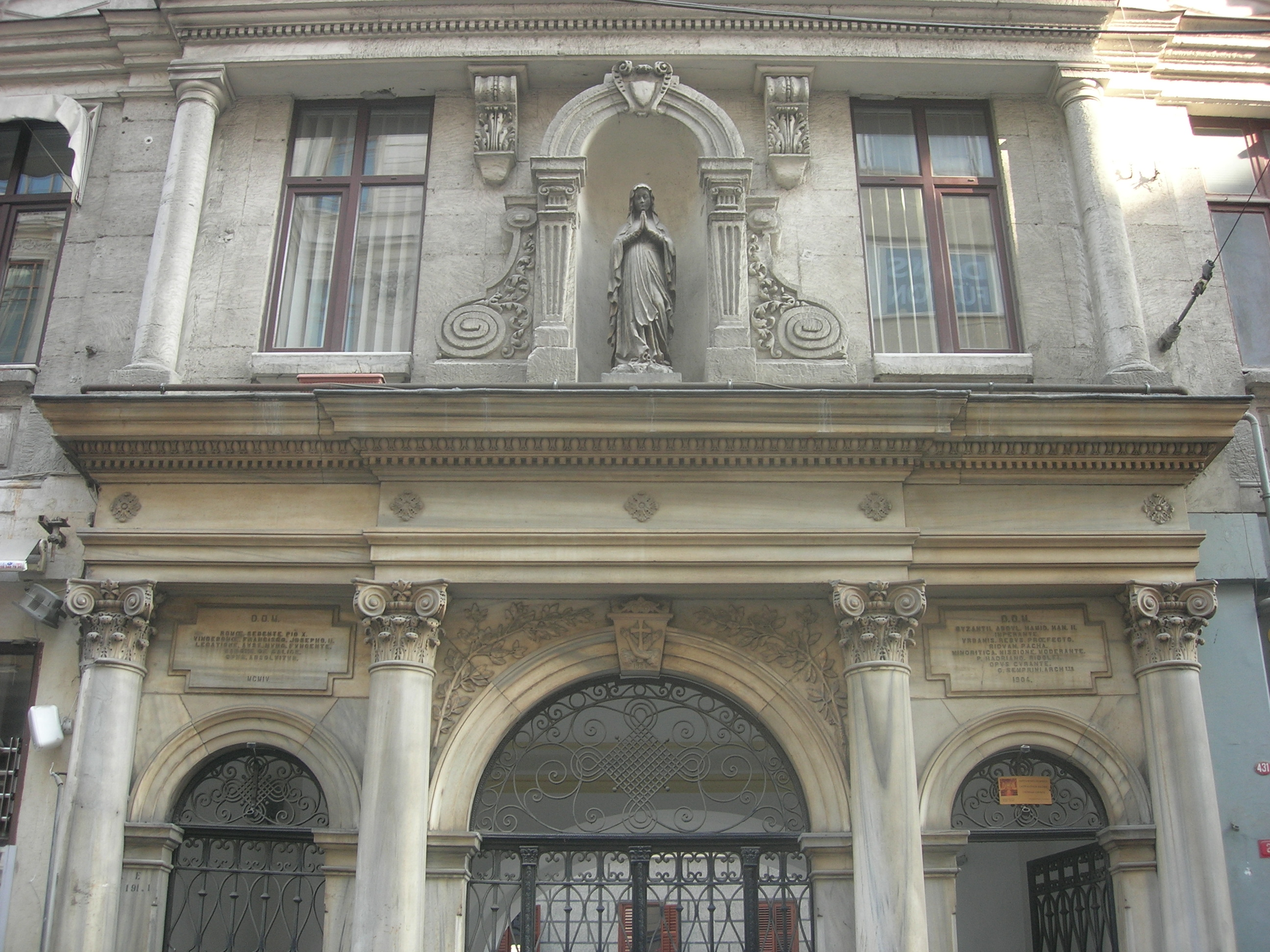
La partie supérieure de la façade, sur Istiklal Caddesi.

Le complexe possède une façade de style néoclassique sur l'avenue Istiklal. Elle est décorée d'une statue de la Vierge dans une niche. Un escalier descend vers l'église.
L'édifice de plan rectangulaire est couvert d'une voûte en berceau, décorée en 1874. L'église possède un clocher de plan carré, non visible de la rue.
A l'intérieur, l'imposant maître-autel, érigé en 1772, est en marbre rose de Carrare et est orné de l'icône offerte par Maria Draperis. L'église est décorée de quatre tableaux, dont trois de l'école vénitienne. Le premier, à droite en entrant dans l'église est peinte en 1873 et représente la Vierge immaculée avec deux saints franciscains. Le deuxième représente François d'Assise recevant les stigmates à La Verna. À gauche du presbytère se trouve un tableau représentant la mort de Joseph assisté de Jésus et de Marie, tandis qu'un autre près de l'entrée représente Roch de Montpellier, protecteur contre la peste, une maladie qui frappe Istanbul à plusieurs reprises dans l'histoire. Le chemin de Croix, la statue d'Antoine de Padoue et la fresque du baptistère sont toutes des œuvres réalisée en 1959 par le Père franciscain Alberto Farina.
Les deux vitraux de l'abside sont d'école allemande et représentent François et Claire d'Assise. À l'intérieur de l'église, plusieurs pierres tombales inscrites des XVIIIe et XIXe siècles (la plupart en italien ou en latin) rappellent les riches familles levantines, les bienfaiteurs de l'église, les évêques et les consuls des nations européennes à Constantinople.

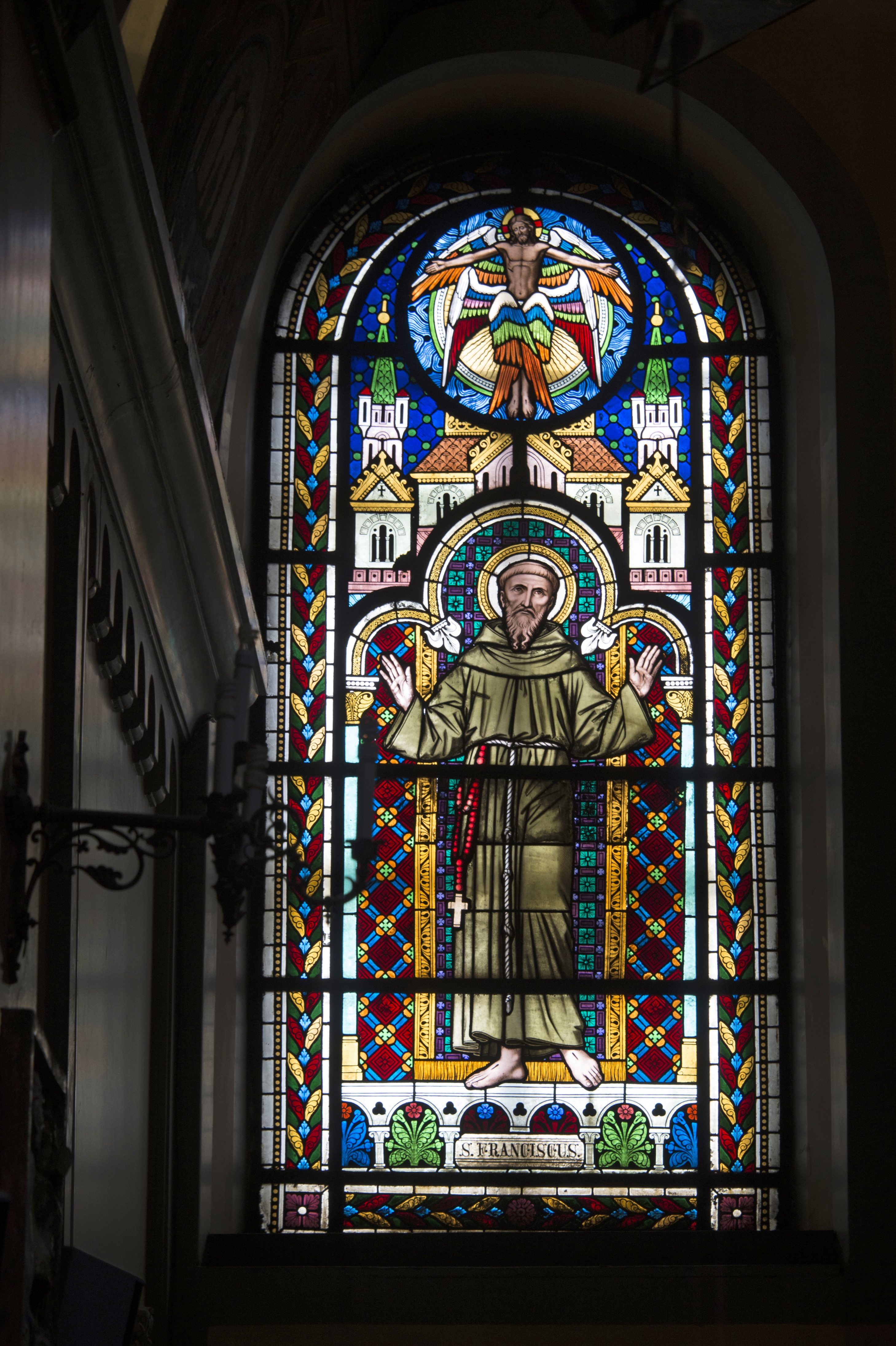
Vitral de François d'Assise
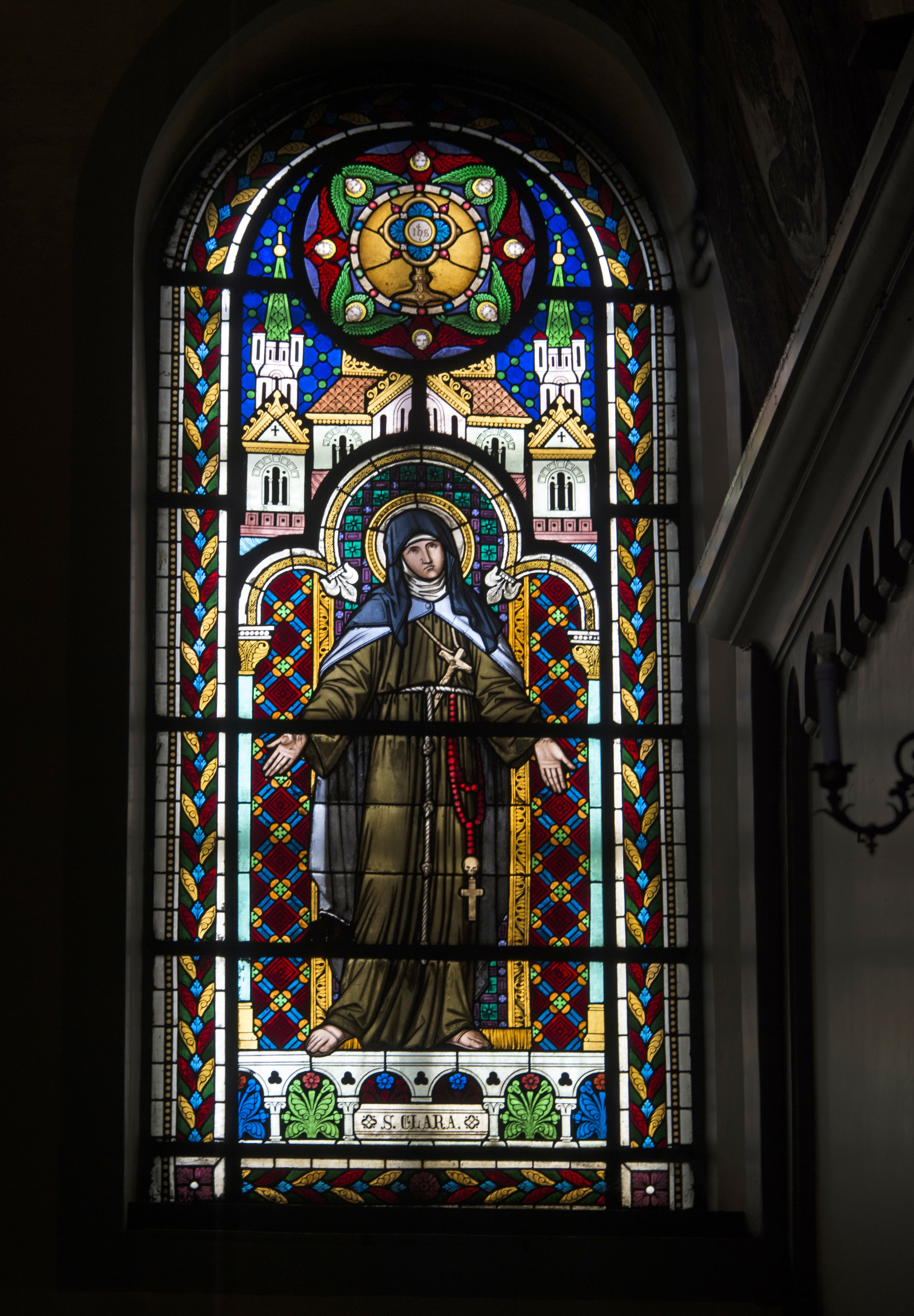
Vitrail de Claire d'Assise